# ゆうしお (潜水艦)
ゆうしお（ローマ字：JS Yushio, SS-573、ATSS-8006）は、海上自衛隊の潜水艦。ゆうしお型潜水艦の1番艦。艦名は夕方に満ちる潮の意の夕潮から由来する。

## 艦歴
「ゆうしお」は、第4次防衛力整備計画に基づく昭和50年度計画2,200トン型潜水艦8088号艦として、三菱重工業神戸造船所で1976年12月3日に起工され、1978年4月10日に命名、1979年3月29日に進水、1980年2月26日に就役し、第1潜水隊群第6潜水隊に編入され呉に配備された。
1981年3月5日、第1潜水隊群隷下に新編された第1潜水隊に同日就役の「もちしお」とともに編入。
1984年5月12日午前2時頃、室戸岬南方沖で潜望鏡により航行中､兵庫県東播磨港へ航行中のインド船籍の鉱石運搬船サティア･カイラシュ(42,198トン)の船底部に接触しソナー内蔵タンク外板を損傷する事故を起こす。
1996年8月1日、特務潜水艦に種別変更され、艦籍番号がATSS-8006に変更、第1潜水隊群直轄艦となる。
1999年3月11日、除籍された。除籍までの総航程は253,939.1海里、潜航時数は31,956時間37分、潜航回数は1,452回、スノーケル時数は6,476時間34分、沈座回数は106回であった。